# Enrique Escalante
Enrique Escalante  est un joueur portoricain de volley-ball né le 6 août 1984 à Corozal. Il mesure 2,00 m et joue central. Il totalise 29 sélections en équipe de Porto Rico.

## Clubs
| Club                  | Pays       | De        | À         |
| --------------------- | ---------- | --------- | --------- |
| Vaqueros Bayamón      | Porto Rico | 2003-2004 | 2006-2007 |
| Tokat Belediye Plevne | Turquie    | 2007-2008 | 2007-2008 |
| Spacer's de Toulouse  | France     | 2008-2009 | 2008-2009 |
| Plataneros de Corozal | Porto Rico | 2009-2010 | 2009-2010 |
| Paris Volley          | France     | 2010-2011 | 2010-2011 |
| Patriotas de Lares    | Porto Rico | 2011-2012 | ..        |

## Palmarès
Néant.